# Флаг Юрьев-Польского района
Флаг Ю́рьев-По́льского района — является, наряду с гербом, официальным символом муниципального образования Юрьев-Польский район Владимирской области Российской Федерации.
Ныне действующий флаг утверждён решением Совета народных депутатов Юрьев-Польского района от 27 февраля 2019 года № 16 и внесён в Государственный геральдический регистр Российской Федерации с присвоением регистрационного номера 12258.

## Описание
«Прямоугольное двухстороннее полотнище с отношением ширины к длине 2:3, воспроизводящее фигуры герба Юрьев-Польского района, выполненные красным, белым, пурпурным, жёлтым и зелёным цветом».
Геральдическое описание герба Юрьев-Польского района гласит:
«В серебряном поле под червлёной главой, поверх границы которой положена княжеская шапка, — два золотых плетёных кузовка без ручек, один подле другого, полных червлёных вишен на зелёных черенках с листьями».
Описание первого флага, утверждённого решением Совета народных депутатов Юрьев-Польского района от 29 июня 2006 года № 69, гласило:
«Флаг муниципального образования Юрьев-Польский район, разработанный на основе герба, представляет собой прямоугольное полотнище из двух равновеликих горизонтальных полос: верхней — красной, нижней — серой соотношение ширины флага к его длине 2:3.
В верхней части на красном фоне золотой львиный леопард в железной, украшенной золотом и цветными камнями короне, держащий в правой лапе длинный серебряный крест (герб Владимирской области). В нижней части — в серебряном поле натурального цвета — две корзины, наполненные вишнями, чем район и по сей день славится и изобилует».

## Обоснование символики
Флаг Юрьев-Польского района разработан на основе герба Юрьев-Польского района, созданного в свою очередь на основе исторического герба уездного города Юрьев-Польский Владимирского наместничества, Высочайше утверждённого 16 августа 1781 года, описание которого гласит: «В верхней части герб Владимирский; в нижней части в серебряном поле натурального цвета два кузовка, наполненные вишнями, чем сей город изобилует».
Применение во флаге Юрьев-Польского района фигур исторического герба города Юрьев-Польского — кузовков, наполненных вишней — символизирует богатую историю района, бережное отношение местных жителей к своему прошлому и традициям, а также неразрывную связь и единство территории города и Юрьев-Польского района.
Вишня — символ жизни, достатка, красоты и плодородия, которыми с незапамятных времен славилась Юрьевская земля.
Полные кузовки символизируют изобилие, достижение поставленных целей и вознаграждение за упорный труд.
Княжеская шапка символизирует историческое прошлое, когда земли Юрьев-Польского района входили в состав удельного Юрьевского княжества (1213 — ок. 1340 годов).
Применённые во флаге цвета символизируют:
пурпурный цвет — символ достоинства, древнего происхождения, могущества, власти;
красный цвет — символ мужества, силы, трудолюбия, красоты и праздника;
зелёный цвет — символ природы, здоровья, молодости, жизненного роста;
белый цвет (серебро) — символ чистоты, совершенства, мира и взаимопонимания;
жёлтый цвет (золото) — символ урожая, богатства, стабильности, уважения и интеллекта.